# إيفيخ
جبل إيفيخ أو جبل يفيّخ جبل صغير مجاور بعمق المراعي بمحافظة وادي الدواسر ويبعد عن محافظة رنية 160 كم ويوجد به مركز أمني تابع لمحافظة وادي الدواسر منذ عشرات السنين تحديداً عام 1409 هـ، قبل إنشاء الطريق الرابط بين رنية – وادي الدواسر ، ويغطي هذا المركز أمنياً حتى الكبري الفاصل الذي يتقاطع مع طريق الرين بيشة وادي الدواسر رنية، والذي يعتبر الحد الفاصل بين المحافظتين رسمياً حيث أن هذا الكبري بعد جبل يفيخ غرباً باتجاه محافظة رنية ب 40 كم تقريباً ، كما تم إنشاء مركز أمن طرق تابع  لمحافظة وادي الدواسر  بعد  الجبل المذكور ب 30 كم.
جبل إيفيْخ أو «ايفيّخ» أو ما يكتب ( يفيْخ ) يقع هذا الجبل في عمق مراعي قبيلة الدواسر ويبعد 70 كم عن محافظة وادي الدواسر ، كما يبعد 160 كم عن محافظة رنية ، وهو جبل أشم كبير يبدأ المَهمَل المنطقة الصحراوية المعروفة من أطراف هذا الجبل وحتى حدود محافظتي بيشة و رنية.
يقع بالقرب من هذا الجبل مركز أمني تابع لمحافظة وادي الدواسر أنشأ عام 1409 هـ أي قبل أنشاء الطريق الرابط بين محافظة وادي الدواسر ومحافظة رنية ، وتم تزويد مركز أمن طرق عام 1437 هـ تابع لمحافظة وادي الدواسر بعد هذا الجبل باتجاه 120 كم غرباً  بالقرب من الكبري الفاصل بين المحافظتين.